# Campbeltown
Campbeltown (ouçaⓘ; em gaélico escocês:  Ceann Loch Chille Chiarain) é uma cidade e um ex-royal burgh em Argyll and Bute, Escócia, localizado às margens do Campbeltown Loch na península de Kintyre. Originalmente conhecida como Kinlochkilkerran (em português: A ponta da baía pela igreja de São Ciarano) - esta forma ainda é utilizada em gaélico. Foi renomeada no século XVII como "cidade de Campbell", Archibald Campbell, Conde de Argyll, tendo-lhe sido concedido o local em 1667 para a construção de um burgh do baronato. Campbeltown se tornou um importante centro da construção naval e uísque escocês, e um movimentado porto de pesca.

## Uísque
Campbeltown é uma das 5 áreas da Escócia categorizada como uma distinta região produtora de uísque, e é a casa do Campbeltown Single Malts. Em um momento chegou a ter 34 destilarias e proclamou-se "a capital mundial do uísque". Porém, com o foco na quantidade e não na qualidade, e a combinação da Lei Seca e da Grande Depressão nos Estados Unidos, levou a maioria das destilarias a abandonar o negócio. Atualmente, apenas três destilarias ativos permanecem em Campbeltown: Glen Scotia, Glengyle, e Springbank.
A bem conhecida canção folclórica intitulada Campbeltown Loch, I wish you were whisky é baseada na história da cidade neste setor industrial.

## Cultura
Campbeltown possui um museu e um heritage center. O museu tem uma coleção variada de itens do passado de Campbeltown, e objetos pré-históricos escavados de locais em torno de Kintyre, tais como machados de pedra, jóias, e pentes. O edifício do século XIX também abriga uma biblioteca e tem painéis ou exposições relacionadas com pessoas famosas de Kintyre: por exemplo, William McTaggart e Sir William Mackinnon. Perto do museu fica a Wee Picture House, um pequeno mas distinto cinema Art déco datado de 1913 e acredita-se ser o mais antigo cinema em opração da Escócia. Estes edifícios localizam-se à beira-mar, assim como uma cruz celta do século XIV, que também serviu como uma mercat cross. São Ciarano viveu nesta área antes da cidade existir. Uma caverna com o seu nome pode ser visitada na maré baixa, bem como a caverna na vizinha ilha Davaar onde os peregrinos e turistas vão para ver uma pintura da crucificação feita no século XIX.
Campbeltown também recebe anualmente o Mull Of Kintyre Music Festival, que tem visto apresentações que vão desde bandas locais até grupos de maior renome, tais como Deacon Blue, The Stranglers e Idlewild.
Uma recente adição foi o Kintyre Songwriters Festival, um encontro destinado a promover a riqueza e a variedade da música original em toda a área. O festival é realizado durante o último fim de semana de maio e é aberto a qualquer pessoa interessada em participar.
Na sexta-feira, 16 de junho de 2006, o primeiro-ministro Jack McConnell voou para Campbeltown para inaugurar oficialmente o novo 'Aqualibrium' Center de Campbeltown. O Aqualibrium substituiu a antiga piscina de Campbeltown, fechada há sete anos devido a preocupações com a segurança, e abriga a biblioteca de Campbeltown (com o antigo prédio sendo apenas o museu), piscina, ginásio, centro de conferências e o 'Mussel Ebb' Café.
O Kintyre Camanachd é uma equipe local de shinty, que pertence à Camanachd Association.
A Argyll FM é uma emissora de rádio local sediada em Campbeltown em 106.5, 107.1 e 107.7

## Transportes

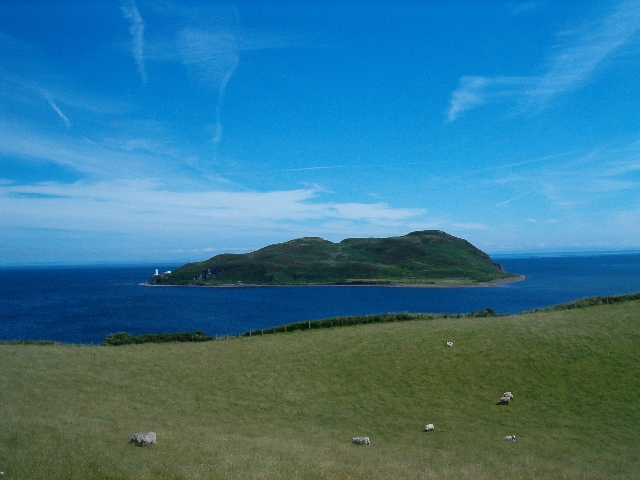
A ilha Davaar na foz do Campbeltown Loch

O Aeroporto de Campbeltown situa-se perto do burgh, e oferece um serviço regular de voos. Faz a ligação entre Campbeltown e o Aeroporto Internacional de Glasgow durtante os dias de semana, mas não nos finais de semana.
A remota localização da cidade, perto da extremidade de uma longa península, torna a viagem por carro muito difícil, e determinadas áreas só são atingidas via transporte marítimo e aéreo, como as Hébridas Interiores. Porém, é ligada ao restante da Escócia pela A83 (até  Tarbet) e a A82 (de Tarbet até Glasgow).
As balsas partiam de Campbeltown até Ballycastle, na Irlanda do Norte, mas o serviço foi suspenso em junho de 2002 até novo aviso. Desde 2011 um novo serviço de transporte de passageiros via balsas parte em direção a Ballycastle de sexta-feira a segunda-feira durante os meses de verão e de segunda-feira a sexta-feira durante os meses de inverno. Este novo serviço é operado pela Kintyre Express.
Campbeltown era ligada à Machrihanish por um canal (1794-meados da década de 1880) que foi substituído pela Campbeltown and Machrihanish Light Railway que fechou em 1932.

## Língua
Campbeltown é uma das poucas comunidades nas Terras Altas onde predominou o scots nos últimos séculos, ao invés do generalizado gaélico escocês. Isto se deveu à colonização pelos comerciantes das Terras Baixas no burgo, durante o século XVII. A posição dominante que esse idioma dos mercadores tinha na cidade foi hoje tomada pela língua inglesa, na forma do dialeto escocês-inglês.